# Okorvölgy
Okorvölgy es un pueblo ubicado en el distrito de Szentlőrinc, en el condado de Baranya, Hungría.

## Superficie
Posee una superficie de 3,110 kilómetros cuadrados.

## Demografía
Hasta 2019 la población era de 68 habitantes, con una densidad de población de 21,86 habitantes por kilómetro cuadrado.